# Schweizerische Gesellschaft für Meteorologie
Die Schweizerische Gesellschaft für Meteorologie (SGM) ist ein Zusammenschluss von Meteorologen und anderen an der Meteorologie interessierten Personen in der Schweiz. Der Verein ist eine Gesellschaft nach Art. 60ff ZGB. Präsident ist seit Herbst 2015 Michael Sprenger.

## Aufgaben und Ziele
Die SGM fördert die Wissenschaft der Atmosphäre und Hydrosphäre (Aeronomie, Hydrologie und Glaziologie, Ozeanographie, Klimatologie, Meteorologie sowie Physik und Chemie der  Atmosphäre; einbezogen ist auch die Anwendung dieser Teilwissenschaften auf andere planetarische Körper) in der Schweiz und unterstützt dabei besonders auch junge Nachwuchswissenschaftler. Sie bietet ihren Mitgliedern die Möglichkeit zum Austausch über aktuelle wissenschaftliche Entwicklungen im gesamten Fachgebiet und fördert die Beziehungen von schweizerischen Meteorologen mit in- und ausländischen Kollegen.
Eine weitere Hauptaufgabe ist die Vertretung und Vernetzung auf nationaler wie auf internationaler Ebene. Als Mitgliedsgesellschaft der Akademie der Naturwissenschaften Schweiz (SCNAT), wo sie der Plattform „Geosciences“ angehört, ist die SGM indirekt in der Akademien der Wissenschaften Schweiz vertreten. Des Weiteren arbeitet sie im Schweizerischen Landeskomitee der Internationalen Union für Geodäsie und Geophysik (SNC-IUGG) mit. Zusammen mit der Deutschen Meteorologischen Gesellschaft (DMG) und der Österreichischen Gesellschaft für Meteorologie (ÖGM) gibt sie die wissenschaftliche Fachzeitschrift Meteorologische Zeitschrift heraus und ist an der in dreijährigem Rhythmus stattfindenden internationalen Meteorologen-Tagungen DACH-MT beteiligt. Darüber hinaus unterstützt die SGM weitere internationale Tagungen. Seit deren Gründung 1999 ist sie Mitglied der Europäischen Meteorologischen Gesellschaft (EMS).

## Geschichte
Die SGM wurde am 8. August 1916 in Scuol/Schuls als Schweizerische Gesellschaft für Geophysik, Meteorologie und Astronomie (GMA) gegründet und war eine Sektion der Schweizerischen Naturforschenden Gesellschaft (SNG). Die konstituierende Versammlung fand am 28. April 1917 in Bern statt. Nachdem für Astrophysik und Astronomie (Schweizerische Gesellschaft für Astrophysik und Astronomie) sowie Geophysik eigene Gesellschaften gebildet worden waren, wurde der Name am 7. Oktober 1994 in Schweizerische Gesellschaft für Meteorologie abgeändert.